# Kanton Bouchain
Kanton Bouchain (francouzsky Canton de Bouchain) je francouzský kanton v departementu Nord v regionu Nord-Pas-de-Calais. Tvoří ho 14 obcí.

## Obce kantonu
- Avesnes-le-Sec
- Bouchain
- Émerchicourt
- Haspres
- Hordain
- Lieu-Saint-Amand
- Lourches
- Marquette-en-Ostrevant
- Mastaing
- Neuville-sur-Escaut
- Noyelles-sur-Selle
- Rœulx
- Wasnes-au-Bac
- Wavrechain-sous-Faulx